# Дакоста, Клод Антуан
Клод Антуан Дакоста (фр. Claude Antoine Dacosta; 1931 — 1 мая 2007, Кламар, Франция) — конголезский государственный и политический деятель, двенадцатый премьер-министр Республики Конго (6 декабря 1992 — 23 июня 1993), государственный секретарь по обороне, министр реконструкции, министр сельского хозяйства.

## Биография
Изучал агрономию во Франции. В 1960-х годах он работал специалистом по водоснабжению, агрономом, в лесной промышленности. Работал в международных организациях: Продовольственной и сельскохозяйственной организации ООН и Всемирном банке.
Был политическим секретарём офиса Национального совета революции (MNR). В 1965 году назначен государственным секретарем по обороне, затем министром реконструкции, позже стал министром сельского хозяйства при президенте Альфонсе Массамба-Деба.
Возглавил конголезское правительство после объявления недоверия его предшественнику, Стефану-Морису Бонго-Нуарру. Из-за беспорядков, которые начались в стране после отставки президента Паскаля Лиссуба, возникла ситуация, при которой пришлось искать компромисс. Такой компромиссной фигурой стал беспартийный К. А. Дакоста, сформировавший правительство национального единства. Он должен был находиться на посту премьер-министра до парламентских выборов 1993 года, однако они были отменены, и П. Лиссуба в июне 1993 года назначил на пост главы правительства Жака-Жоашена Йомби-Опанго.
К. А. Дакоста занял кресло государственного министра в кабинете Жака-Жоашена Йомби-Опанго.
В 2001 году К. А. Дакоста проходил как обвиняемый в судебном процессе П. Лиссуба и Жака-Жоашена Йомби-Опанго, обвинённый как и они в государственной измене и хищении государственных средств, был заочно приговорен к 20 годам принудительных работ.
Бежал из страны и жил во Франции, где и умер в мае 2007 года.